# Cinachyrella voeltzkowi
Cinachyrella voeltzkowi är en svampdjursart som först beskrevs av Lendenfeld 1897.  Cinachyrella voeltzkowi ingår i släktet Cinachyrella och familjen Tetillidae. Inga underarter finns listade i Catalogue of Life.